# 莱姆库伦
莱姆库伦是德国石勒苏益格－荷尔斯泰因州的一个市镇。总面积31.26平方公里，总人口1459人，其中男性744人，女性715人（2011年12月31日），人口密度47人/平方公里。